# Gibran Hamdan
Gibran Latif Hamdan (San Diego, 8 febbraio 1981) è un ex giocatore di football americano statunitense della National Football League, NFL Europa e Canadian Football League.

## Carriera professionistica

### Stagione 2003
Preso come 232ª scelta dagli Washington Redskins, ha giocato una partita ma non da titolare completando un lancio su 2 per 7 yard, ha subito un sack perdendo 2 yard concludendo con il ratio del 58,3%.

### Stagione 2008
Ha giocato 15 partite tutte da titolare facendo 250 corse per 1036 yard con 8 touchdown "record personale" e 2 fumble di cui uno perso e uno recuperato. Ha ricevuto 47 volte per 300 yard "record personale" con un touchdown "record personale" inoltre ha recuperato un altro fumble.

### Stagione 2009
L'8 aprile è stato sospeso per 3 partite della stagione regolare per aver violato il codice di condotta fuori dal campo. Ha giocato 13 partite di cui 6 da titolare facendo 120 corse per 450 yard con 2 touchdown e 3 fumble di cui uno perso e 2 recuperati, 28 ricezioni per 179 yard ed un tackle da solo.

### Stagione 2010
È passato ai Toronto Argonauts della CFL con cui ha trascorso la pre-stagione. Si è ritirato il 4 giugno 2010.